# Миттнахт, Герман фон
Герман Карл Фридрих фон Миттнахт (нем. Hermann Carl Friedrich von Mittnacht; 17 марта 1825, Штутгарт — 2 мая 1909, Фридрихсхафен) — вюртембергский политический деятель, министр-президент.

## Биография
Служил по министерству юстиции. В 1861 году Миттнахт избран депутатом в вюртембергскую палату, где занял выдающееся место в рядах консервативной партии.
В 1867 году он сделан министром юстиции в кабинете Варнбюлера; провел реформу судоустройства и процесса.
В 1870 году Миттнахт принял участие в переговорах в Мюнхене и Версале, приведших к основанию Германской империи.
В 1873 году Миттнахт взял на себя портфель иностранных дел, сохраняя (до 1878 года) и портфель юстиции, а в 1876 году сделался министром-президентом. С основания Германской империи он состоял также членом союзного совета.
Его консерватизм значительно отличается от общегерманского и в особенности прусского консерватизма. Будучи сторонником германского единства, он, тем не менее, отстаивал ту долю самостоятельности Вюртемберга, которая оставлена за ним германской конституцией. Как глава правительства он никогда не противился тем реформам, которые решительно требовались общественным мнением; так, в 1868 году он содействовал проведению конституционной реформы, даровавшей Вюртембергу всеобщее голосование для выбора 3/4 нижней палаты. В 1886 году он высказался против новой реформы, долженствовавшей удалить из палаты всех привилегированных членов, заседающих в ней не по праву народного избрания, но в 1895 году, когда выборы в ландтаг обнаружили значительный рост народной партии и доказали, что общественное мнение решительно склоняется в пользу реформы, Миттнахт согласился на неё. В финансовой политике также постоянно шел навстречу демократическим требованиям общественного мнения.

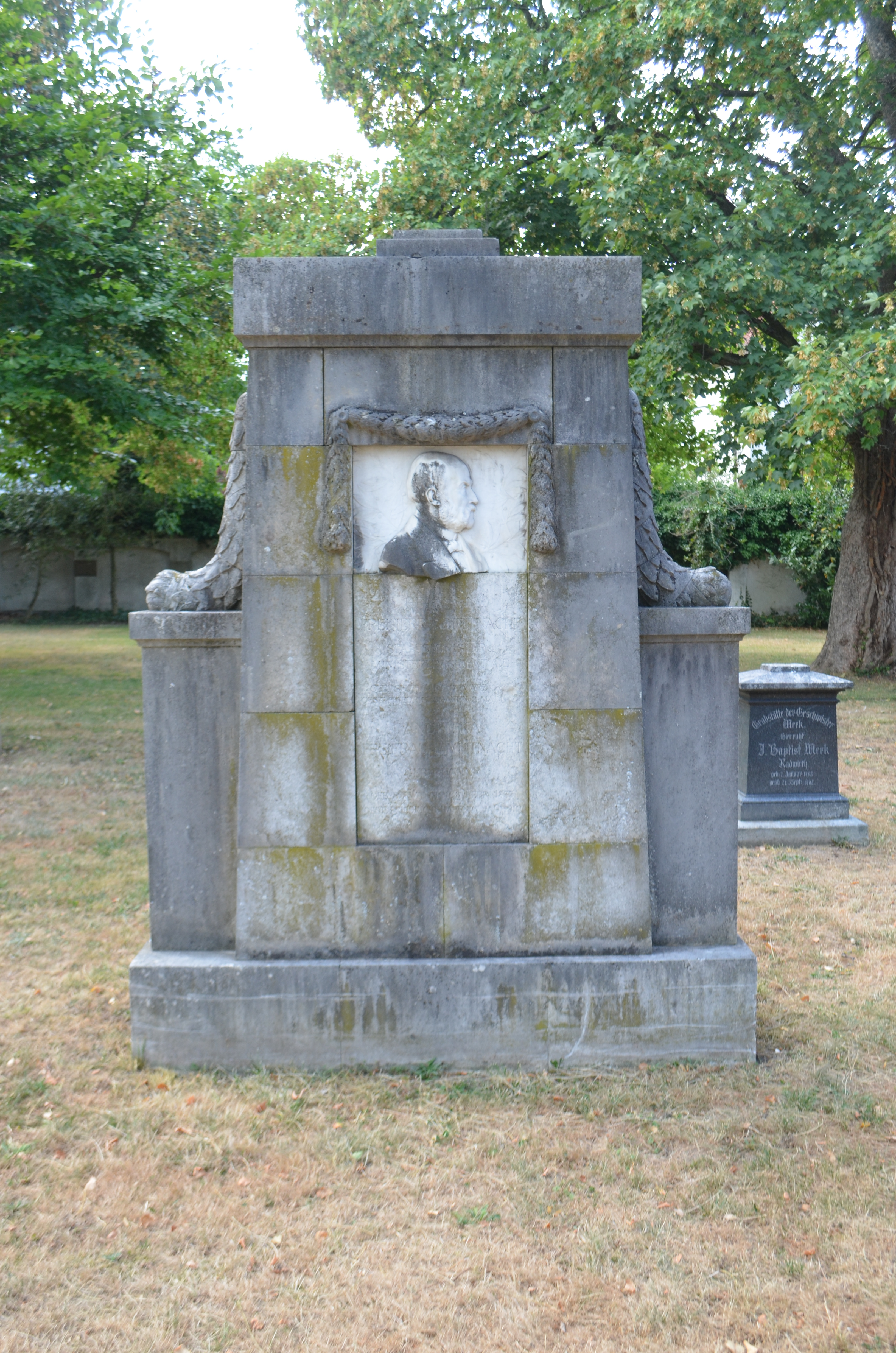
Вид на захоронение на старом кладбище Фридрихсхафена.

В 1898 году внес проект пересмотра конституции, которым удалялись из ландтага члены ex officio и по привилегированному избранию, и замещались членами по всенародному избранию, на основании пропорциональной избирательной системы. Проект не прошел через верхнюю палату.
В 1900 год Миттнахт вышел в отставку и заменен на посту министра-президента Шоттом фон Шоттенштейном. В том же году он выступил кандидатом в ландтаг, но выбран не был.